# Xã Walker, Quận Schuylkill, Pennsylvania
Xã Walker (tiếng Anh: Walker Township) là một xã thuộc quận Schuylkill, tiểu bang Pennsylvania, Hoa Kỳ. Năm 2010, dân số của xã này là 1.054 người.